# 斯圖爾布雷阿赫峰
61°35′22″N 8°08′41″E / 61.58944°N 8.14472°E
斯圖爾布雷阿赫峰是挪威的山峰，位於該國東南部內陸郡，處於洛姆，距離首都奧斯陸230公里，屬於尤通黑門山脈的一部分，海拔高度2,001米，受凍原氣候影響。